# إستر ريتشاردسون
إستر ريتشاردسون (بالإنجليزية: Esther Richardson)‏ هي كاتبة سيناريو وكاتِبة وكاتبة مسرحية ومخرجة وممثلة بريطانية، ولدت في 1974.

## وصلات خارجية
- إستر ريتشاردسون على موقع IMDb (الإنجليزية)